# Sagas dos reis

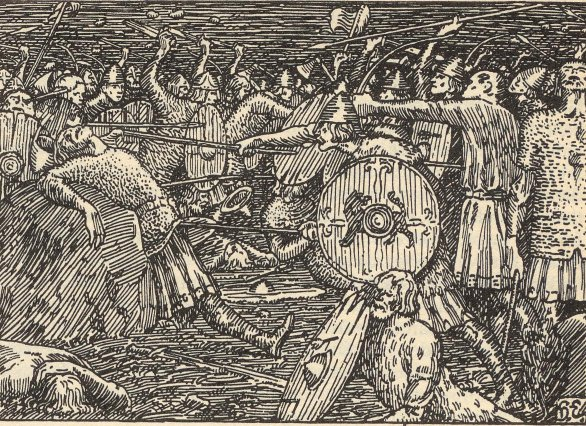
De Heimskringla, a Saga de Santo Olavo, por Haldano Egédio

As sagas dos reis são sagas nórdicas que contam as vidas de reis escandinavos. Elas foram compostas do século XII ao XIV na Islândia e Noruega.
Lista de sagas dos reis, incluindo trabalhos em latim, na ordem aproximada de composição:
- Um trabalho em latim por Semundo, o Sábio, aprox. 1120, perdida.
- A versão mais antiga do Livro dos Islandeses por Ari, o Sábio, aprox. 1125, perdida.
- Hryggjarstykki por Érico Oddsson, aprox. 1150, perdida.
- História da Noruega, aprox. 1170.
- Historia de Antiquitate Regum Norwagiensium por Teodorico, o Monge, aprox. 1180.
- Saga dos Escildingos, aprox. 1180, mal-preservada.
- Antiga Saga de São Olavo, aprox. 1190, a maior parte perdida.
- Ágrip af Nóregskonungasögum, aprox. 1190.
- Óláfs saga Tryggvasonar em latim por Oddr Snorrason, aprox. 1190, sobrevive em tradução.
- Óláfs saga Tryggvasonar em latim por Gunnlaugr Leifsson, aprox. 1195, perdida.
- Sverris saga, por Karl Jónsson, aprox. 1205.
- Lendária saga de São Olaf, aprox. 1210.
- Morkinskinna, aprox. 1220, mas antes de Fagrskinna.
- Fagrskinna, aprox. 1220.
- Óláfs saga helga por Styrmir Kárason, aprox. 1220, a maior parte perdida.
- Böglunga sögur, aprox. 1225.
- Saga Separada de São Olavo, por Esnorro Esturleu, aprox. 1225.
- Heimskringla por Esnorro Esturleu, aprox. 1230.
- Knýtlinga saga, provavelmente por Ólafr Þórðarson, aprox. 1260.
- Hákonar saga Hákonarsonar, por Sturla Þórðarson, aprox. 1265.
- Magnúss saga lagabœtis, por Sturla Þórðarson, aprox. 1280, somente fragmentos sobreviveram.
- Hulda-Hrokkinskinna, aprox. 1280.
- Óláfs saga Tryggvasonar en mesta, aprox. 1300.

Por vezes incluídas como sagas dos reis:
- Saga do Viquingue de Jomsburgo
- Orkneyinga saga
- Færeyinga saga
- Brjáns saga